# 中小企業生活党
中小企業生活党（ちゅうしょうきぎょうせいかつとう）は、平成初期に活動した、日本の政治団体。略称は「中小党」。

## 概要
1992年（平成4年）の第16回参議院議員通常選挙で候補者を擁立した、いわゆるミニ政党の1つである。代表は嶋岡誠。当時の嶋岡は新潟市の衣料雑貨スーパー社長で、また、全国の衣料品小売店が共同出資して共同仕入れや経営者研修を行う全国小売業連合（事業本部：大阪市）の社長も務めていた。1992年4月21日に政治団体の届出を行い、事務所を新潟市に置いた。代表の嶋岡ら2人が比例区で、8人が選挙区（北海道・埼玉・東京・千葉・神奈川・新潟・愛知・大阪で各1人）で立候補した。
中小企業生活党は、大企業優先の政治に異を唱え、「中小企業・中小小売業の暮らしを守るために生まれた“地域の政党”」である、と自らを位置づけていた。公約の核心は「中小企業の発展・活性化」と見られる。なお比例区の公報においては、「小さな力が政治を変える。」というメッセージと共に、EGG MANというイメージキャラクターが描かれていた。
ほとんどの選挙区候補者も、選挙公報で言及している公約はやはり中小企業の発展・活性化のみであった。ただし新潟県選挙区で立候補した党会計責任者の北村寿孝（北村ひさたか）だけは更に踏み込んで、（1）「常識の通用する政治」とする（＝資金がかかりすぎる選挙を改める）こと、（2）自由化に堪え得る農業の創出、（3）定年制（公報では「停年制」と記載）の廃止、（4）消費税は大企業優遇制度であるため反対、（5）偏差値教育からの脱却、も掲げた。
選挙結果は、比例区では全国で48,787票（得票率0.11％、全38政党中24位）に留まり、各選挙区も全て当選圏に遠く及ばず、1議席も得ることができなかった。しかし新潟の北村は、党の比例区得票に迫る44,017票（得票率4.45％）を獲得した。供託金は没収されたものの、地元紙『新潟日報』からは「組織選挙に頼らぬミニ政党としては大善戦」と評されている。
この選挙以降、中小企業生活党の目立った政治活動は見られない。ただし2022年5月現在も、全国小売業連合は健在であり、嶋岡は特定非営利活動法人里山クリーン新潟の理事長として里山整備事業に取り組んでいる。埼玉県選挙区から立候補して落選した柿澤日出夫はアパレル業界引退後、地元の川越市でかき氷の移動販売事業を行っている。

## 注
1. ↑  『毎日新聞』（大阪）1992年5月23日、2面。
2. ↑  自治省選挙部政治資金課『政治団体名簿 平成5年版』地方財務協会、2頁。
3. ↑  当初は東京で2人擁立予定と報道されていたが、後に東京・神奈川1人ずつとなった。
4. 1 2  「参議院比例代表選出議員選挙選挙公報」（中小企業生活党部分）平成4年7月26日執行。
5. ↑  「参議院新潟県選出議員選挙公報」（北村寿孝部分）平成4年7月26日執行
6. ↑  新潟県内での中小企業生活党の比例区得票は4,561票（得票率0.47％）に留まっている（『平成4年7月26日執行 参議院議員通常選挙 選挙の記録』新潟県選挙管理委員会、128頁）。
7. ↑  『新潟日報』1992年7月27日、1面。なお、第16回参院選選挙区のミニ政党候補者（すでに国会で議席を得たことがある政党は除く）で北村以上の得票率を得た例は、山口県選挙区で立候補した進歩自由連合の佐々木信夫のみである（45,412票、得票率6.32％）。
8. ↑  ホームページ
9. ↑  『新潟日報』2006年5月23日（長生館ホームページ）、角屋旅館ホームページ。
10. ↑  川越蔵端人#9 柿澤日出夫さん 「日光天然氷 ちのわ」2018年5月8日　川越蔵端カイギkawagoe-kurabata-kaigi（Takuya Nishimura）